# Andreas Skov Olsen
Andreas Skov Olsen (phát âm tiếng Đan Mạch: [ˈskʌwˀ ˈoˀlsn̩]; sinh ngày 29 tháng 12 năm 1999) là một cầu thủ bóng đá chuyên nghiệp người Đan Mạch thi đấu ở vị trí tiền vệ cho câu lạc bộ Club Brugge tại Belgian First Division A và đội tuyển quốc gia Đan Mạch.

## Thống kê sự nghiệp

### Câu lạc bộ
Tính đến ngày 13 tháng 11 năm 2022
| Club         | Season       | League             | League | League | National cup | National cup | Europe | Europe | Other | Other | Total | Total |
| Club         | Season       | Division           | Apps   | Goals  | Apps         | Goals        | Apps   | Goals  | Apps  | Goals | Apps  | Goals |
| ------------ | ------------ | ------------------ | ------ | ------ | ------------ | ------------ | ------ | ------ | ----- | ----- | ----- | ----- |
| Nordsjælland | 2017–18      | Danish Superliga   | 5      | 0      | 2            | 1            | –      | –      | –     | –     | 7     | 1     |
| Nordsjælland | 2018–19      | Danish Superliga   | 36     | 22     | 2            | 1            | 6      | 3      | –     | –     | 44    | 26    |
| Nordsjælland | Total        | Total              | 41     | 22     | 4            | 2            | 6      | 3      | –     | –     | 51    | 27    |
| Bologna      | 2019–20      | Serie A            | 26     | 1      | 0            | 0            | –      | –      | –     | –     | 26    | 1     |
| Bologna      | 2020–21      | Serie A            | 26     | 2      | 0            | 0            | –      | –      | –     | –     | 26    | 2     |
| Bologna      | 2021–22      | Serie A            | 18     | 0      | 1            | 0            | –      | –      | –     | –     | 19    | 0     |
| Bologna      | Total        | Total              | 70     | 3      | 1            | 0            | –      | –      | –     | –     | 71    | 3     |
| Club Brugge  | 2021–22      | Belgian Pro League | 15     | 6      | 2            | 0            | –      | –      | –     | –     | 17    | 6     |
| Club Brugge  | 2022–23      | Belgian Pro League | 15     | 6      | 0            | 0            | 5      | 1      | 1     | 1     | 21    | 8     |
| Club Brugge  | Total        | Total              | 30     | 12     | 2            | 0            | 5      | 1      | 1     | 1     | 38    | 14    |
| Career total | Career total | Career total       | 141    | 37     | 7            | 2            | 11     | 4      | 1     | 1     | 160   | 44    |

### Quốc tế
Tính đến ngày 30 tháng 11 năm 2022
| Đội tuyển quốc gia | Năm  | Trận | Bàn |
| ------------------ | ---- | ---- | --- |
| Đan Mạch           | 2020 | 2    | 1   |
| Đan Mạch           | 2021 | 13   | 5   |
| Đan Mạch           | 2022 | 10   | 2   |
| Tổng               | Tổng | 25   | 8   |

Bàn thắng và kết quả của Đan Mạch được để trước.
| # | Ngày                 | Địa điểm                                  | Số trận | Đối thủ        | Bàn thắng | Kết quả | Giải đấu                      |
| - | -------------------- | ----------------------------------------- | ------- | -------------- | --------- | ------- | ----------------------------- |
| 1 | 7 tháng 10 năm 2020  | MCH Arena, Herning, Đan Mạch              | 1       | Quần đảo Faroe | 1–0       | 4–0     | Giao hữu                      |
| 2 | 31 tháng 3 năm 2021  | Sân vận động Ernst Happel, Viên, Áo       | 5       | Áo             | 1–0       | 4–0     | Vòng loại FIFA World Cup 2022 |
| 3 | 31 tháng 3 năm 2021  | Sân vận động Ernst Happel, Viên, Áo       | 5       | Áo             | 4–0       | 4–0     | Vòng loại FIFA World Cup 2022 |
| 4 | 7 tháng 9 năm 2021   | Sân vận động Parken, Copenhagen, Đan Mạch | 11      | Israel         | 3–0       | 5–0     | Vòng loại FIFA World Cup 2022 |
| 5 | 9 tháng 10 năm 2021  | Sân vận động Zimbru, Chișinău, Moldova    | 12      | Moldova        | 1–0       | 4–0     | Vòng loại FIFA World Cup 2022 |
| 6 | 12 tháng 11 năm 2021 | Sân vận động Parken, Copenhagen, Đan Mạch | 14      | Quần đảo Faroe | 1–0       | 3–1     | Vòng loại FIFA World Cup 2022 |
| 7 | 13 tháng 6 năm 2022  | Sân vận động Parken, Copenhagen, Đan Mạch | 21      | Áo             | 2–0       | 2–0     | UEFA Nations League 2022–23   |
| 8 | 25 tháng 9 năm 2022  | Sân vận động Parken, Copenhagen, Đan Mạch | 23      | Pháp           | 2–0       | 2–0     | UEFA Nations League 2022–23   |

## Danh hiệu
Club Brugge
- Belgian Pro League: 2021–22[3]
- Siêu cúp bóng đá Bỉ: 2022[4]